# 张集智
张集智（1969年9月—），贵州桐梓人，汉族，中国共产党党员。中华人民共和国政治人物、第十三届全国人民代表大会贵州省代表。

## 生平
2017年，任贵州省住建厅党组书记。2018年1月6日，當選為毕节市人民政府市长。2021年4月，任贵州省农业农村厅厅长。
2018年，被选为贵州省出席第十三届全国人民代表大会代表。